# Взрыв на Манежной площади (1999)
Взрыв на Мане́жной пло́щади — террористический акт, совершённый 31 августа 1999 года в торговом комплексе «Охотный ряд» на Манежной площади в Москве. В результате взрыва самодельного взрывного устройства 40 человек получили ранения разной степени тяжести, позже одна женщина умерла от полученных травм. Взрыв стал первым в череде терактов сентября 1999-го. В 2009 году Московский городской суд признал виновными чеченца Халида Хугуева и дагестанца Магомед-Загира Гаджиакаева, которые действовали в интересах боевика Шамиля Басаева.

## Хронология
31 августа 1999 года в 19:57 в салоне игровых автоматов «Динамит» на третьем подземном этаже торгового комплекса «Охотный ряд» на Манежной площади в Москве взорвалось самодельное взрывное устройство фугасного типа, оставленное на полу или в урне. Оно было эквивалентно 200—300 граммов тротила и приводилось в действие часовым механизмом. В результате взрыва сорвало лифты, были повреждены игровые автоматы, витражи, вентиляция и межстенные перегородки, на месте взрыва образовалась воронка 52 на 38 сантиметров.
Предположительно, организаторы рассчитывали на обвал несущих стен подземной части комплекса, но этого не произошло. Ущерб превысил 4 миллиона рублей. Наибольший урон нанесла не взрывная волна, а осколки разлетевшихся витрин и фрагменты игровых автоматов. Из-за них пострадал 41 человек, в том числе шестеро детей, одна женщина позже скончалась от полученных травм.
Мэр Москвы Юрий Лужков заявил, что взрыв являлся терактом, направленным против детей, вероятно, с целью подорвать авторитет городских властей. В Кремле усилили охрану всех объектов, так как незадолго до взрыва полевые чеченские командиры обещали «развязать террор» в крупнейших российских городах.

## Расследование
По факту взрыва прокуратура Москвы возбудила уголовное дело по статье 205 Уголовного кодекса «Терроризм», расследование проводило Управление ФСБ России по Москве и Московской области. Правоохранительные органы рассматривали несколько версий. Они допускали криминальные разборки за контроль над комплексом. В причастности к взрыву подозревали также лидера Союза революционных писателей поэта Дмитрия Пименова, так как в ночь взрыва на ступеньках торгового комплекса обнаружили его листовки с призывами о «создании революционной ситуации». Позже обвинения с него были сняты.
Одна из версий следствия связывала происшествие с событиями в Дагестане, о чём также высказывался министр внутренних дел Владимир Рушайло. Кроме того, вспоминали угрозы боевика Шамиля Басаева, что «если даже весь мир будет гореть синим пламенем, я не намерен отказаться от джихада». 2 сентября 1999 года ответственность за взрыв взяли на себя боевики «Освободительной армии Дагестана». Представитель организации, связавшийся с журналистом France Press в Грозном, угрожал продолжить террористические акты, пока федеральные войска не покинут Дагестан. Однако председатель Исламского комитета Гейдар Джемаль заявлял, что подобной организации не существует. В марте 2005 года после операции по уничтожению полевого командира Ризвана Читигова представитель УФСБ по Чеченской Республике Геннадий Решетнев сообщал, о причастности боевика к теракту на Манежной площади.
Следствие установило, что владелец компании Plaza, управляющей комплексом, Умар Джабраилов отказался спонсировать боевиков сепаратистского движения Чечни. Их предводитель террорист Шамиль Басаев заказал теракт с целью «наказать» предпринимателя. Организатором выступал чеченец Халид Хугуев, а исполнителем — дагестанец Магомед-Загир Гаджиакаев, которые также были причастны к взрыву в гостинице «Интурист» в апреле 1999 года. Гаджиакаев согласился участвовать в теракте, так как Хугуев удерживал в заложниках его племянника и брата за долги. К теракту Гаджиакаева подготовили на базе боевиков, под руководством некоего наёмника Хаттаба. Самодельные взрывные устройства из пластида заранее изготовили в Грозном и привезли в Москву на грузовике с продуктами питания.
Подкинув бомбу с заведённым часовым механизмом в урну торгового центра, Гаджиакаев вернулся в Чечню. Хугуев вскоре после терактов скрывался в Чечне, Дагестане, Азербайджане, а затем — в Грузии, откуда был депортирован в 2002 году за поставки медикаментов боевикам. Несколько месяцев он скрывался в Саратовской области, где и был схвачен. Во время расследования Хугуев подтвердил, что заказчиком выступал Шамиль Басаев, под руководством которого боевик вёл коммерческие проекты в России, Турции и арабских странах. Но своё участие в теракте на Манежной площади отрицал, его вину удалось доказать благодаря сотрудничеству пойманного в 2008-м соучастника Магомад-Заира Гаджиакаева.

## Судебный процесс и приговор
В октябре 2009 года ФСБ передал засекреченное дело в Московский городской суд, где оно рассматривалось в закрытом режиме. 9 декабря того же года суд признал вину обоих боевиков и приговорил исполнителя терактов на Манежной площади и в гостинице «Интурист» Гаджиакаева к 15 годам в колонии строгого режима, Хугуеву как организатору дали 25 лет. Кроме того, Мосгорсуд постановил взыскать с фигурантов дела более 4 миллионов рублей в пользу семерых потерпевших, а также более 4 миллионов рублей в пользу страховой компании «Спасские ворота» и Фонда обязательного медицинского страхования Москвы.
В 2010 году подсудимые подали жалобы в Верховный суд, который смягчил сроки наказания Хугуеву и Гаджиакаеву на три и два года соответственно. Судьи приняли это решение, так как опирались на редакцию законодательства, действовавшую на момент совершения преступлений.
В феврале 2021 года Хугуев был найден мёртвым в колонии в Приморском крае, где отбывал наказание.